# Wyhra

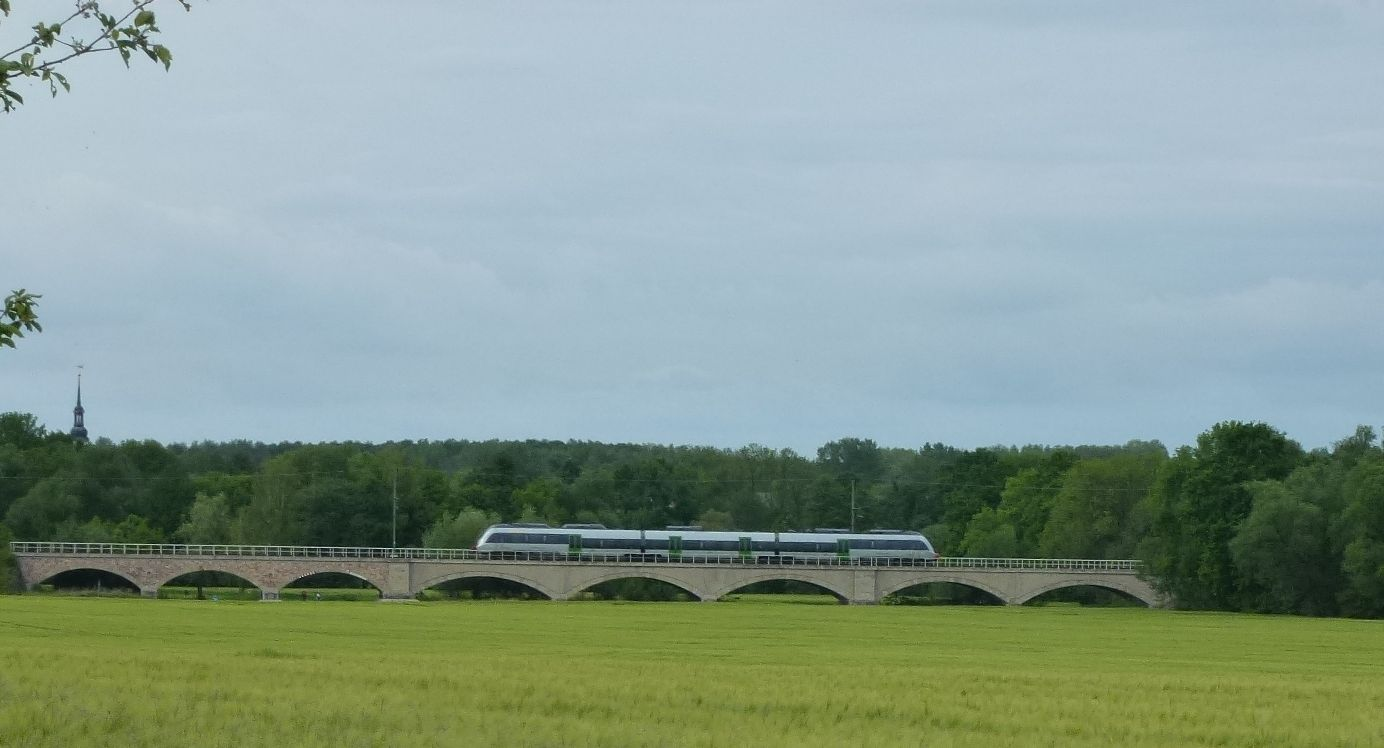
Das knapp 200 m lange Zwölfbogen-Viadukt der Bahnstrecke Neukieritzsch–Chemnitz bei Zedtlitz

Die Wyhra, früher auch Wyra, oberhalb der Talsperre Schömbach auch Wiera, ist ein ca. 47 Kilometer langer Nebenfluss der Pleiße in Sachsen und Thüringen. Als Wiera ist der Fluss namensgebend für die Orte Ober- und Niederwiera im nördlichen Teil des Landkreises Zwickau, das Wieratal und als Wyhra für die Ortslage Wyhra, den Ortsteil der sächsischen Stadt Borna.

## Geschichte
Bei der ersten schriftlichen Erwähnung im Jahr 1105 wurde der Fluss Wira genannt. Zu späterer Zeit wurde der Name des Flusses auch Wyra geschrieben. Durch den Bau der Talsperre Schömbach von 1967 bis 1972 zwischen Langenleuba-Niederhain und Schömbach ist der Fluss seitdem geteilt. Der Bau der Talsperre zum Hochwasserschutz wurde notwendig, da durch den Tagebau flussabwärts natürliche Retentionsflächen (Überflutungsflächen) wegfielen. Seit dem Talsperrenbau fließt die Leuba nicht mehr direkt in den Fluss, sondern zunächst in die Talsperre.

## Gewässerklassifizierung
In Thüringen hat die Wiera nach dem Thüringer Wassergesetz den Status eines Gewässers II. Ordnung und steht damit in der Unterhaltungslast der Kommunen, in deren Gebiet sie fließt.
In der Typisierung der Fließgewässer nach der Wasserrahmenrichtlinie ist sie dem Typ VI, feinmaterialreiche, karbonatische Mittelgebirgsbäche zugeordnet. Sie gilt als künstlich verändertes Gewässer, dessen ökologischer Zustand und ökologisches Potential als schlecht eingeschätzt wird. Der chemische Zustand im Sinne der Wasserrahmenrichtlinie ist gut. Trotz der Defizite in der Gewässerstruktur waren für den Oberflächenwasserkörper im Maßnahmenprogramm der Flußgebietsgemeinschaft Elbe bis 2015 keine Maßnahmen vorgesehen.

## Verlauf
Die Wyhra hat ihre Quelle bei Oberwiera im Norden des Landkreises Zwickau und trägt dort noch den Namen Wiera. Bei Engertsdorf tritt sie auf thüringisches Gebiet über und fließt in nördlicher Richtung bis zur östlich des Leinawaldes gelegenen Talsperre Schömbach bei Altmörbitz. Bei Wiesebach unterquert der Bach die 330 m lange und 17 m hohe Eisenbahnbrücke der bis 1995 betriebenen Bahnstrecke Altenburg–Langenleuba-Oberhain, mit 16 Bögen und einer in Europa einzigartig intensiven Krümmung. Unterhalb der Talsperre Schömbach fließt sie als Wyhra ins Kohrener Land weiter durch Frohburg und Borna. An ihrer Mündung in die Pleiße bei Lobstädt ist sie ca. 2 m breit.

### Zuflüsse und Seen
Hierarchische Liste von Zuflüssen und Seen, jeweils von der Quelle zur Mündung. Auswahl.
- Harthauer Bach, von links gegenüber Oberwiera
- Hermsbach, von rechts zwischen Ober- und Niederwiera
- Schwabener Bach, von rechts vor Heiersdorf
- Göpfersdorfer Bach, von rechts vor Engertsdorf
- Ziegelheimer Bach, von links bei Frohnsdorf
- Frohnsdorfer Bach, von rechts nach Frohnsdorf
- Leuba, von rechts bei Langenleuba-Niederhain
- Durchfließt die Talsperre Schömbach bis Altmörbitz
- Ossabach, von rechts nordwestlich von Kohren-Sahlis
  - Katze, von links nördlich von Kohren-Sahlis
    - Obergräfenhainer-Plattendorfer Bach, rechter Oberlauf bis in Kohren-Sahlis
    - Mausbach, linker Oberlauf bis in Kohren-Sahlis
- Katsche, von rechts nach Streitwald
- Wildbach, von rechts am Ortsrand von Frohburg
  - Greifenhainer Bach, rechter Oberlauf bis in Greifenhain
  - Fischbach, linker Oberlauf bis in Greifenhain
- (Abfluss der Eschefelder Teiche), von links in Frohburg
- (Abfluss des Erligtteichs), von rechts nach Frohburg
- Oberscharbach, von links nach Wyhra
- Bürschgraben, von rechts bei Zedtlitz
  - Bubendorfer Bach/Bautzsche, von links kurz vor Zedtlitz
    - Hardtbach, von rechts bei Neukirchen
- Mühlgraben, von rechts in Borna; geht zuvor kurz nach Zedtlitz nach rechts ab
- Eula, von rechts gegenüber Großzössen
  - Zuflüsse im Artikel

Unter den rechten Zuflüssen dominieren der Ossabach und die Eula. Die linken sind eher eher kleine Bäche, da die diesseitige Wasserscheide gegen die Pleiße ziemlich nahe liegt, der größte unter ihnen ist der Ziegelheimer Bach.

### Orte am Gewässer
Landkreis Zwickau, Sachsen
- Oberwiera (Quellort), mit Niederwiera und Röhrsdorf

Landkreis Altenburger Land, Thüringen
- Heiersdorf, Engertsdorf und Frohnsdorf (Ortsteile von Nobitz)
- Langenleuba-Niederhain
- Neuenmörbitz und Schömbach (Ortsteile von Langenleuba-Niederhain) am Ostufer der Talsperre Schömbach

Landkreis Leipzig, Sachsen
- Altmörbitz, Gnandstein und Streitwald (Ortsteile von Frohburg)
- Frohburg und Benndorf
- Borna mit Zedtlitz und Wyhra

## Galerie

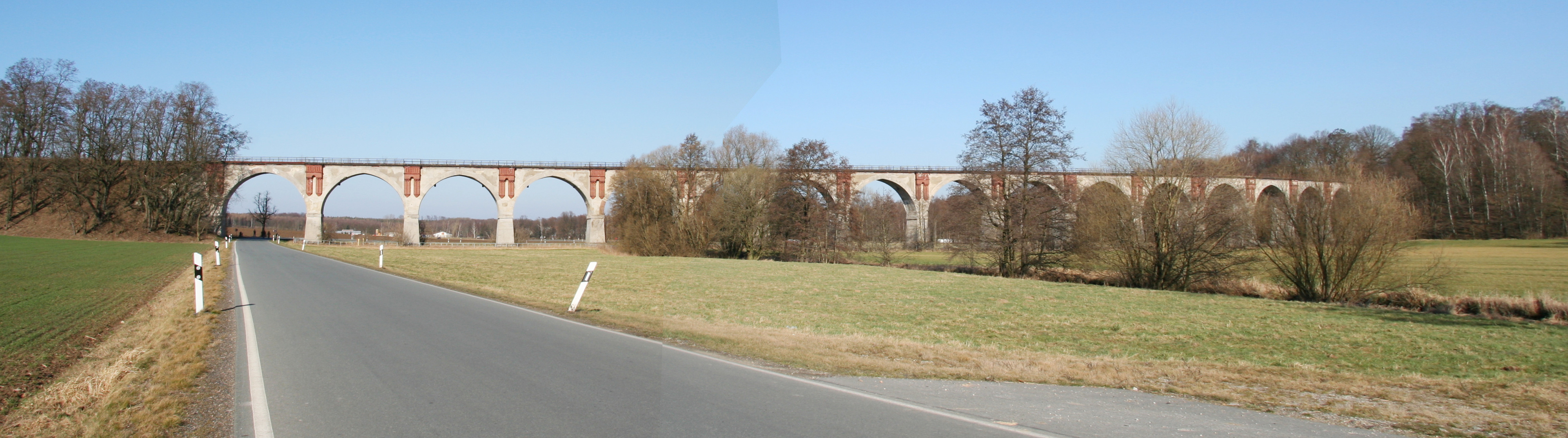
Der über 300 Meter lange Viadukt über die Wiera bei Wiesebach